# Evgenij Spektorski
Evgenij Spektorski, ruski pravnik in pedagog, * 1875, Ostrog, Rusko cesarstvo, † 1951, New York, ZDA.
Evgenij Spektorski je bil predavatelj na Pravni fakulteti v Varšavi, v Kijevu, v Beogradu in v Ljubljani (1930-1945). Leta 1945 je emigriral v ZDA, kjer je postal predavatelj na Univerzi Kolumbije. Njegova specialnost je bila filozofija prava.